# Jesper Svensson
Jesper Svensson (1990) es un deportista sueco que compite en triatlón. Ganó una medalla de plata en el Campeonato Mundial de Triatlón de Larga Distancia de 2021 y una medalla de oro en el Campeonato Europeo de Triatlón de Larga Distancia de 2024.

## Palmarés internacional
| Campeonato Mundial | Campeonato Mundial    | Campeonato Mundial | Campeonato Mundial |
| Año                | Lugar                 | Medalla            | Prueba             |
| ------------------ | --------------------- | ------------------ | ------------------ |
| 2021               | Almere (Países Bajos) | Medalla de plata   | Individual         |
| Campeonato Europeo |                       |                    |                    |
| Año                | Lugar                 | Medalla            | Prueba             |
| 2024               | Almere (Países Bajos) | Medalla de oro     | Individual         |